# Пемброк-Парк (Флорида)
Пемброк-Парк (англ. Pembroke Park) — небольшой город (таун), расположенный в округе Брауард (штат Флорида, США) с населением в 5487 человек по статистическим данным переписи 2000 года.

## География
По данным Бюро переписи населения США город Пемброк-Парк имеет общую площадь в 4,61 квадратных километров, из которых 3,65 кв. километров занимает земля и 0,96 кв. километров — вода. Площадь водных ресурсов округа составляет 20,82 % от всей его площади.
Город Пемброк-Парк расположен на высоте 1 м над уровнем моря.

## Демография
По данным переписи населения 2000 года в Пемброк-Парке проживало 5487 человек, 1595 семей, насчитывалось 2742 домашних хозяйств и 4406 жилых домов. Средняя плотность населения составляла около человек на один квадратный километр. Расовый состав населённого пункта распределился следующим образом: 42,61 % белых, 48,98 % — чёрных или афроамериканцев, 0,37 % — коренных американцев, 0,68 % — азиатов, 0,06 % — выходцев с тихоокеанских островов, 3,35 % — представителей смешанных рас, 3,95 % — других народностей. Испаноговорящие составили 15,35 % от всех жителей.
Из 2742 домашних хозяйств в 29,5 % воспитывали детей в возрасте до 18 лет, 31,8 % представляли собой совместно проживающие супружеские пары, в 21,6 % семей женщины проживали без мужей, 41,8 % не имели семей. 33,7 % от общего числа семей на момент переписи жили самостоятельно, при этом 15,1 % составили одинокие пожилые люди в возрасте 65 лет и старше. Средний размер домашнего хозяйства составил 2,29 человек, а средний размер семьи — 2,96 человек.
Население города по возрастному диапазону по данным переписи 2000 года распределилось следующим образом: 27,0 % — жители младше 18 лет, 9,0 % — между 18 и 24 годами, 28,0 % — от 25 до 44 лет, 18,7 % — от 45 до 64 лет и 17,4 % — в возрасте 65 лет и старше. Средний возраст жителей составил 33 года. На каждые 100 женщин в Пемброк-Парке приходилось 85,4 мужчин, при этом на каждые сто женщин 18 лет и старше приходилось 79,3 мужчин также старше 18 лет.
Средний доход на одно домашнее хозяйство составил 22 605 долларов США, а средний доход на одну семью — 25 972 доллара. При этом мужчины имели средний доход в 26 275 долларов США в год против 21 230 долларов среднегодового дохода у женщин. Доход на душу населения составил 22 605 долларов в год. 20,0 % от всего числа семей в населённом пункте и 24,0 % от всей численности населения находилось на момент переписи населения за чертой бедности, при этом 27,2 % из них были моложе 18 лет и 25,5 % — в возрасте 65 лет и старше.